# 사카타 메구미
사카타 메구미(일본어: 坂田 恵, 1971년 10월 18일~)는 일본의 은퇴한 여자 축구 선수이다.

## 국가대표팀 경력
그녀는 1989년 AFC 여자 축구 선수권 대회에 참가할 일본 국가대표팀에 발탁되었으며, 12월 24일 네팔과의 경기에서 데뷔했다. 1990년 아시안 게임 은메달 획득, 1991년과 1995년 AFC 여자 축구 선수권 대회 준우승에 기여했으며 1991년과 1995년 FIFA 여자 월드컵에도 출전했다. 그녀는 1996년까지 국제 A매치 10경기에 출전했다.

## 통계
| 일본 | 일본 | 일본 |
| 연도 | 출전 | 득점 |
| ---- | ---- | ---- |
| 1989 | 1    | 0    |
| 1990 | 2    | 0    |
| 1991 | 3    | 0    |
| 1992 | 0    | 0    |
| 1993 | 1    | 0    |
| 1994 | 1    | 0    |
| 1995 | 1    | 0    |
| 1996 | 1    | 0    |
| 통산 | 10   | 0    |